# Championnat de Tunisie de football 2011-2012
Navigation
Saison précédente Saison suivante
La saison 2011-2012 du championnat de Tunisie de football est la 57e édition de la première division tunisienne à poule unique, la Ligue Professionnelle 1. Les seize meilleurs clubs tunisiens jouent les uns contre les autres à deux reprises durant la saison, à domicile et à l'extérieur. En fin de saison, les deux derniers du classement sont relégués et remplacés par les deux meilleurs clubs de la Ligue Professionnelle 2.
L'Espérance sportive de Tunis est la tenante du titre. Ses principaux adversaires pour la victoire finale sont le Club athlétique bizertin, le Club sportif sfaxien et l'Étoile sportive du Sahel. Les deux premiers du classement se qualifient pour l'édition 2012 de la Ligue des champions de la CAF tandis que les troisième et quatrième participeront à la coupe de la confédération 2012.
| \| CA EST ASM ST CSHL CAB EGSG ESBK ESHS ESS JSK USM CSS ASG ESZ OB \| Localisation des clubs engagés dans le championnat. |
| CA EST ASM ST CSHL CAB EGSG ESBK ESHS ESS JSK USM CSS ASG ESZ OB                                                           |

## Participants et localisation
| Club                              | Dernière montée | Classement 2010-2011 | Stade                               | Capacité théorique | Ville         |
| --------------------------------- | --------------- | -------------------- | ----------------------------------- | ------------------ | ------------- |
| Espérance sportive de TunisT C LC | 1936            | 1                    | Stade olympique d'El Menzah         | 45 000             | Tunis         |
| Étoile sportive du Sahel          | 1962            | 2                    | Stade olympique de Sousse           | 25 000             | Sousse        |
| Club sportif sfaxien              | 1939            | 3                    | Stade Taïeb-Mehiri                  | 11 000             | Sfax          |
| Club africain                     | 1937            | 4                    | Stade olympique d'El Menzah         | 45 000             | Tunis         |
| Club athlétique bizertin          | 1990            | 5                    | Stade du 15-Octobre                 | 20 000             | Bizerte       |
| Club sportif de Hammam Lif        | 2006            | 6                    | Stade municipal de Hammam Lif       | 8 000              | Hammam Lif    |
| Stade tunisien                    | 1955            | 7                    | Stade Chedly-Zouiten                | 18 000             | Le Bardo      |
| El Gawafel sportives de Gafsa     | 2005            | 8                    | Stade olympique de Gafsa            | 7 000              | Gafsa         |
| Jeunesse sportive kairouanaise    | 2009            | 9                    | Stade Hamda-Laouani                 | 5 000              | Kairouan      |
| Olympique de Béja                 | 2006            | 10                   | Stade Boujemaa-Kmiti                | 8 000              | Béja          |
| Avenir sportif de La Marsa        | 2010            | 11                   | Stade Abdelaziz-Chtioui             | 6 000              | La Marsa      |
| Espérance sportive de Zarzis      | 2009            | 12                   | Stade Jlidi                         | 7 000              | Zarzis        |
| Avenir sportif de Gabès           | 2010            | 13                   | Stade de Zrig                       | 15 000             | Gabès         |
| Espoir sportif de Hammam Sousse   | 2008            | 14                   | Stade municipal Bou Ali-Lahouar     | 7 000              | Hammam Sousse |
| Union sportive monastirienne P    | 2011            | 1 (LP2)              | Stade Mustapha-Ben-Jannet           | 25 000             | Monastir      |
| Étoile sportive de Béni Khalled P | 2011            | 2 (LP2)              | Stade Habib-Tajouri de Béni Khalled | 4 000              | Béni Khalled  |

## Compétition

### Classement
Le barème de points servant à établir le classement se décompose ainsi :
- Victoire : 3 points
- Match nul : 1 point
- Défaite : 0 point

| Rang | Équipe                              | Pts | J  | G  | N  | P  | Bp | Bc | Diff |
| ---- | ----------------------------------- | --- | -- | -- | -- | -- | -- | -- | ---- |
| 1    | Espérance sportive de Tunis (T)(C)  | 69  | 30 | 22 | 3  | 5  | 61 | 22 | +39  |
| 2    | Club athlétique bizertin            | 65  | 30 | 20 | 5  | 5  | 54 | 25 | +29  |
| 3    | Club sportif sfaxien                | 56  | 30 | 15 | 11 | 4  | 48 | 26 | +22  |
| 4    | Étoile sportive du Sahel (VC)       | 49  | 30 | 13 | 10 | 7  | 33 | 22 | +11  |
| 5    | Avenir sportif de La Marsa          | 47  | 30 | 12 | 11 | 7  | 39 | 28 | +11  |
| 6    | Club africain                       | 42  | 30 | 10 | 12 | 8  | 36 | 30 | +6   |
| 7    | Union sportive monastirienne (P)    | 36  | 30 | 7  | 15 | 8  | 31 | 34 | -3   |
| 8    | Olympique de Béja                   | 36  | 30 | 8  | 10 | 12 | 31 | 35 | -4   |
| 9    | Stade tunisien                      | 36  | 30 | 9  | 9  | 12 | 30 | 37 | -7   |
| 10   | El Gawafel sportives de Gafsa       | 36  | 30 | 9  | 9  | 12 | 27 | 38 | -11  |
| 11   | Espoir sportif de Hammam Sousse     | 35  | 30 | 8  | 11 | 11 | 29 | 37 | -8   |
| 12   | Jeunesse sportive kairouanaise      | 33  | 30 | 8  | 9  | 13 | 29 | 38 | -9   |
| 13   | Espérance sportive de Zarzis        | 31  | 30 | 7  | 9  | 14 | 35 | 51 | -16  |
| 14   | Club sportif de Hammam Lif          | 31  | 30 | 8  | 7  | 15 | 28 | 46 | -18  |
| 15   | Avenir sportif de Gabès             | 22  | 30 | 4  | 10 | 16 | 24 | 45 | -21  |
| 16   | Étoile sportive de Béni Khalled (P) | 21  | 30 | 4  | 9  | 17 | 24 | 44 | -20  |

|  | Qualification pour la Ligue des champions de la CAF 2013                                                                  |
|  | Qualification pour la coupe de la confédération 2013                                                                      |
|  | Relégation directe en Ligue Professionnelle 2                                                                             |
|  | (T) Tenant du titre (VC) Vice-champion 2010-2011 (C) Vainqueur de la coupe de Tunisie (P) Club promu de deuxième division |

### Résultats
| Résultats (▼dom., ►ext.)                                   | EST | ESS | CSS | CA  | CAB | CSHL | ST  | EGSG | JSK | OB  | ASM | ESZ | ASG | ESHS | USM | ESBK |
| Espérance sportive de Tunis                                |     | 1-0 | 1-0 | 3-2 | 0-1 | 4-0  | 2-1 | 1-0  | 2-0 | 3-1 | 1-0 | 5-0 | 4-1 | 7-0  | 3-0 | 1-0  |
| Étoile sportive du Sahel                                   | 0-2 |     | 3-1 | 0-1 | 1-0 | 0-0  | 1-0 | 1-0  | 2-1 | 2-0 | 0-1 | 2-1 | 2-2 | 3-1  | 0-0 | 0-0  |
| Club sportif sfaxien                                       | 2-1 | 1-1 |     | 2-1 | 1-0 | 2-1  | 2-1 | 3-0  | 3-0 | 0-0 | 1-1 | 5-1 | 4-0 | 1-0  | 2-2 | 2-1  |
| Club africain                                              | 1-2 | 0-0 | 1-1 |     | 2-2 | 2-0  | 4-0 | 2-1  | 2-1 | 0-0 | 1-1 | 0-0 | 0-0 | 1-0  | 1-1 | 3-0  |
| Club athlétique bizertin                                   | 2-1 | 1-0 | 2-2 | 2-1 |     | 1-0  | 1-1 | 4-1  | 3-0 | 2-1 | 1-2 | 2-0 | 2-1 | 2-1  | 2-0 | 5-2  |
| Club sportif de Hammam Lif                                 | 0-2 | 0-4 | 2-1 | 1-1 | 1-4 |      | 1-0 | 4-1  | 2-1 | 2-1 | 2-4 | 1-2 | 2-0 | 1-1  | 1-0 | 1-0  |
| Stade tunisien                                             | 3-1 | 1-0 | 1-0 |     | 1-2 | 1-1  |     | 1-1  | 1-0 | 1-3 | 0-1 | 3-1 | 2-1 | 0-2  | 1-1 | 1-1  |
| El Gawafel sportives de Gafsa                              | 1-1 | 0-2 | 0-0 | 2-2 | 2-1 | 1-0  | 1-0 |      | 0-0 | 2-1 | 3-2 | 2-1 | 1-0 | 1-0  | 1-1 | 4-2  |
| Jeunesse sportive kairouanaise                             | 0-2 | 2-2 | 0-1 | 1-2 | 1-0 | 1-0  | 1-1 | 0-0  |     | 2-1 | 0-0 | 1-1 | 2-1 | 1-0  | 5-2 | 1-0  |
| Olympique de Béja                                          | 3-1 | 1-2 | 1-2 | 0-1 | 0-0 | 2-0  | 1-1 | 1-0  | 2-5 |     | 1-0 | 1-1 | 1-0 | 1-1  | 0-0 | 1-0  |
| Avenir sportif de La Marsa                                 | 1-2 | 0-0 | 2-2 | 0-0 | 1-1 | 5-2  | 0-0 | 1-0  | 1-0 | 2-1 |     | 1-0 | 2-0 | 0-0  | 2-0 | 3-1  |
| Espérance sportive de Zarzis                               | 2-2 | 2-3 | 1-3 | 2-2 | 0-1 | 1-1  | 3-2 | 2-1  | 2-0 | 1-2 | 1-1 |     | 1-1 | 1-0  | 3-2 | 1-2  |
| Avenir sportif de Gabès                                    | 0-2 | 1-2 | 0-0 | 2-1 | 0-3 | 1-1  | 0-1 | 0-0  | 2-0 | 2-2 | 3-2 | 1-1 |     | 1-2  | 1-1 | 0-0  |
| ES de Hammam Sousse                                        | 0-2 | 0-0 | 1-1 | 1-1 | 1-3 | 1-0  | 4-1 | 2-1  | 0-0 | 1-1 | 2-1 | 2-0 | 1-1 |      | 0-0 | 3-2  |
| Union sportive monastirienne                               | 1-1 | 2-0 | 1-1 | 1-0 | 0-2 | 2-1  | 0-1 | 0-0  | 2-2 | 1-0 | 2-1 | 2-2 | 1-0 | 1-1  |     | 5-0  |
| Étoile sportive de Béni Khalled                            | 0-1 | 0-0 | 0-1 | 0-1 | 1-2 | 1-1  | 1-1 | 3-0  | 1-1 | 0-1 | 1-1 | 1-2 | 2-0 | 2-1  | 0-0 |      |
| - Victoire à domicile - Match nul - Victoire à l'extérieur |     |     |     |     |     |      |     |      |     |     |     |     |     |      |     |      |

## Classement des buteurs
| Rang | Joueur                   | Club                            | Buts |
| ---- | ------------------------ | ------------------------------- | ---- |
| 1    | Youssef Msakni           | Espérance de Tunis              | 17   |
| 2    | Yannick N'Djeng          | Espérance de Tunis              | 15   |
| 3    | Ahmed Zuway              | Club athlétique bizertin        | 13   |
| 3    | Didier Lebri             | Avenir sportif de La Marsa      | 13   |
| 4    | Nour Hadhria             | Club athlétique bizertin        | 11   |
| 4    | Maher Ameur              | Espérance sportive de Zarzis    | 11   |
| 5    | Ézéchiel Ndouassel       | Club africain                   | 9    |
| 5    | Chedi Hammemi            | Club sportif sfaxien            | 9    |
| 6    | Houssem Hamzaoui         | Jeunesse sportive kairouanaise  | 8    |
| 6    | Mohamed Amine Aouichaoui | Espoir sportif de Hammam Sousse | 8    |
| 6    | Nizar Garbouj            | Olympique de Béja               | 8    |

## Classement des passeurs
| Rang | Joueur             | Club                                   | Passes |
| ---- | ------------------ | -------------------------------------- | ------ |
| 1    | Iheb Msakni        | Stade tunisien puis Espérance de Tunis | 10     |
| 1    | Nour Hadhria       | Club athlétique bizertin               | 10     |
| 3    | Yannick N'Djeng    | Espérance de Tunis                     | 9      |
| 4    | Maher Haddad       | Club sportif sfaxien                   | 6      |
| 5    | Youssoupha Mbengue | Club athlétique bizertin               | 5      |
| 5    | Nour Hadhria       | Club athlétique bizertin               | 5      |
| 5    | Sameh Derbali      | Espérance de Tunis                     | 5      |
| 8    | Lamjed Chehoudi    | Étoile du Sahel                        | 4      |
| 8    | Hamza Messaadi     | Club africain                          | 4      |

## Bilan de la saison
| Championnat de Tunisie de football 2011-2012                        |                                         |
| Champion                                                            | Espérance sportive de Tunis (25e titre) |
| Coupes et trophées                                                  |                                         |
| Vainqueur de la Coupe de Tunisie 2011-2012                          | Étoile sportive du Sahel                |
| Qualifications continentales                                        |                                         |
| Ligue des champions de la CAF 2013                                  | Espérance sportive de Tunis             |
| Ligue des champions de la CAF 2013                                  | Club athlétique bizertin                |
| Coupe de la confédération 2013                                      | Club sportif sfaxien                    |
| Coupe de la confédération 2013                                      | Étoile sportive du Sahel                |
| Promotions et relégations                                           |                                         |
| Promus en Championnat de Tunisie de football                        | Olympique du Kef                        |
| Promus en Championnat de Tunisie de football                        | Stade gabésien                          |
| Relégués en Championnat de Tunisie de football de deuxième division | Avenir sportif de Gabès                 |
| Relégués en Championnat de Tunisie de football de deuxième division | Étoile sportive de Béni Khalled         |